# Geranomyia fortibasis
Geranomyia fortibasis is een tweevleugelige uit de familie steltmuggen (Limoniidae). De soort komt voor in het Oriëntaals gebied.